# Mecze reprezentacji Polski w koszykówce kobiet prowadzonej przez Maroša Kováčika
Zestawienie meczów reprezentacji Polski w koszykówce kobiet prowadzonej przez Maroša Kováčika:

## Oficjalne mecze międzypaństwowe
| Nr  | Przeciwnik      | Miejsce    | Data              | Impreza                                | Wynik (Polska-przeciwnik) | Raport |
| --- | --------------- | ---------- | ----------------- | -------------------------------------- | ------------------------- | ------ |
| 1.  | Wielka Brytania | Wałbrzych  | 14 listopada 2019 | mecz eliminacyjny do mistrzostw Europy | 63:75                     |        |
| 2.  | Wielka Brytania | Stambuł    | 14 listopada 2020 | mecz eliminacyjny do mistrzostw Europy | 49:77                     |        |
| 3.  | Białoruś        | Ryga       | 3 lutego 2021     | mecz eliminacyjny do mistrzostw Europy | 68:56                     |        |
| 4.  | Białoruś        | Ryga       | 6 lutego 2021     | mecz eliminacyjny do mistrzostw Europy | 49:80                     |        |
| 5.  | Słowacja        | Pieszczany | 27 maja 2021      | turniej towarzyski                     | 55:66                     |        |
| 6.  | Słowenia        | Pieszczany | 28 maja 2021      | mecz towarzyski                        | 67:86                     |        |
| 7.  | Słowenia        | Lublana    | 7 czerwca 2021    | mecz towarzyski                        | 53:89                     |        |
| 8.  | Słowenia        | Lublana    | 8 czerwca 2021    | mecz towarzyski                        | 57:79                     |        |
| 9.  | Chorwacja       | Zagrzeb    | 11 czerwca 2021   | mecz towarzyski                        | 63:88                     |        |
| 10. | Austria         | Oberwald   | 18 czerwca 2021   | mecz towarzyski                        | 72:61                     |        |
| 11. | Austria         | Oberwald   | 19 czerwca 2021   | mecz towarzyski                        | 74:49                     |        |
| 12. | Albania         | Gniezno    | 11 listopada 2021 | mecz eliminacyjny do mistrzostw Europy | 125:19                    |        |
| 13. | Turcja          | İzmit      | 14 listopada 2021 | mecz eliminacyjny do mistrzostw Europy | 41:52                     |        |
| 14. | Serbia          | Ateny      | 14 czerwca 2022   | mecz towarzyski                        | 72:60                     |        |
| 15. | Chorwacja       | Ateny      | 15 czerwca 2022   | mecz towarzyski                        | 71:57                     |        |
| 16. | Grecja          | Ateny      | 16 czerwca 2022   | mecz towarzyski                        | 95:64                     |        |
| 17. | Czechy          | Trutnov    | 24 czerwca 2022   | mecz towarzyski                        | 49:66                     |        |
| 18. | Czechy          | Trutnov    | 25 czerwca 2022   | mecz towarzyski                        | 49:66                     |        |
| 19. | Słowenia        | Gniezno    | 24 listopada 2022 | mecz eliminacyjny do mistrzostw Europy | 71:78                     |        |
| 20. | Albania         | Durrës     | 27 listopada 2022 | mecz eliminacyjny do mistrzostw Europy | 136:50                    |        |
| 21. | Turcja          | Sosnowiec  | 9 lutego 2023     | mecz eliminacyjny do mistrzostw Europy | 76:72                     |        |
| 22. | Słowenia        | Lublana    | 12 lutego 2023    | mecz eliminacyjny do mistrzostw Europy | 65:58                     |        |

## Bilans meczów
|                 | zwycięstwa | porażki |
| ogółem          | 10         | 12      |
| dom             | 2          | 2       |
| wyjazd          | 3          | 8       |
| neutralny teren | 5          | 2       |

|                 | zdobyte | stracone |
| ogółem          | 1520    | 1448     |
| dom             | 335     | 244      |
| wyjazd          | 730     | 764      |
| neutralny teren | 455     | 440      |